# Dendrobium kryptocheilum
Dendrobium kryptocheilum är en orkidéart som beskrevs av Alexander Gilli. Dendrobium kryptocheilum ingår i släktet Dendrobium, och familjen orkidéer.
Artens utbredningsområde är Papua Nya Guinea. Inga underarter finns listade i Catalogue of Life.